# スラストレバー

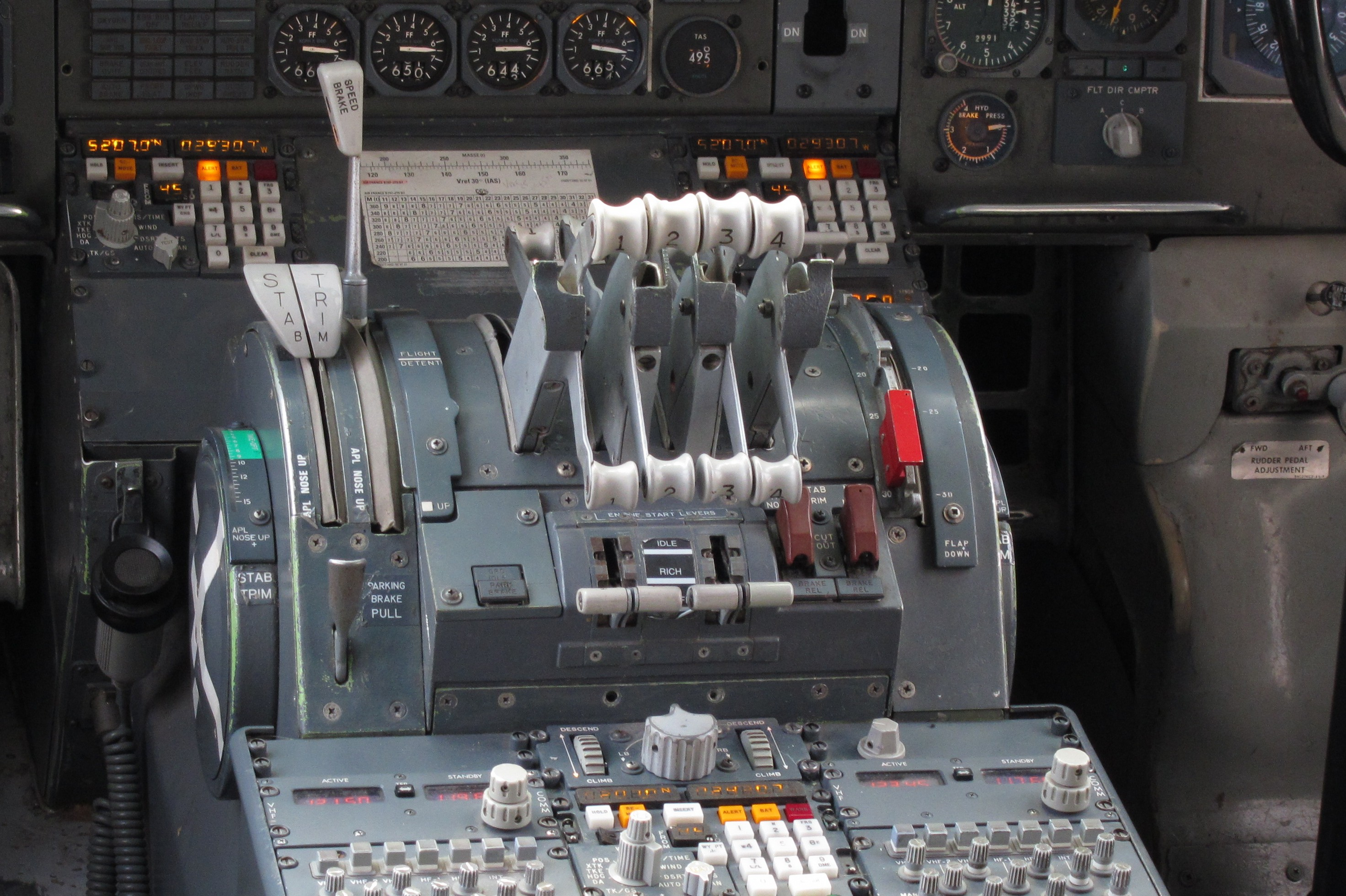
ボーイング747クラシックのスラストレバー。中央および後方のレバーは、飛行中のエンジン推力の制御に用いられる。前方のレバーは、着陸後の逆推力の制御に用いられる。

スラストレバーまたはパワーレバーは、航空機のコックピットに装備され、機長、副操縦士またはオートパイロットによって操作されることで、エンジン推力を制御する操縦装置である。

## 概要
多発機のスラストレバーには、それぞれのレバーによって制御されるエンジンの番号が記載されている。通常、各エンジンごとに1つのスラストレバーが装備されている。スラストレバーは、通常、航空機のセンターコンソールに設けられているが、小型機においてはダッシュボードに設けられている場合もある。
逆推力装置を装備している機体においては、その制御装置が対応するエンジンのスラストレバーと一緒に設けられていることが多い。
スラストレバーの設定位置は、表示されている角度をもって表される。この角度のことをスロットル・レバー・アングルまたはTLAという。TLAが大きいほどエンジン推力が大きくなる。

## スロットルレバー
スロットルレバーには、ハイプレッシャ・コック・スイッチが一緒に取り付けられ、エンジンへの燃料供給の断続も併せて制御できるようになっているものが多い。スロットルレバーが最後方にある時は、スロットル・ボックス内に設置されたマイクロスイッチの働きにより、燃料供給バルブが閉じている。スロットルレバーを前方に押すと、マイクロスイッチが切り替わって燃料供給バルブが開き、レバーが通常運用範囲にある間は常に開いたままに保持される。マイクロスイッチを再び切り替えるためには、2つの異なる操作が必要となっている。スロットルレバーを後方に引きながらメカニカル・ラッチを操作するか、戻り止め（ハード・ポイント）を超えて引くと、最後方まで引いて燃料バルブを閉じることが出来るようになる。